# Чистеј (Алба)
Чистеј (рум. Cistei) насеље је у Румунији у округу Алба у општини Михалц. Oпштина се налази на надморској висини од 248 m.

## Становништво
Према подацима из 2002. године у насељу је живело 638 становника.

### Попис2002.
| Расподела становништва по националности 2002.‍ | Расподела становништва по националности 2002.‍ | Расподела становништва по националности 2002.‍ | Расподела становништва по националности 2002.‍ | Расподела становништва по националности 2002.‍ |
| --------------------------------------------- | --------------------------------------------- | --------------------------------------------- | --------------------------------------------- | --------------------------------------------- |
|                                               |                                               |                                               |                                               |                                               |
| Румуни                                        | Румуни                                        |                                               | 619                                           | 97,0%                                         |
| Роми                                          | Роми                                          |                                               | 19                                            | 3,0%                                          |